# I Wanna Be Santa Claus
I Wanna Be Santa Claus ist das 18. Album, beziehungsweise das zwölfte Studioalbum von Ringo Starr nach der Trennung der Beatles. Es wurde am 19. Oktober 1999 in Großbritannien (USA: 18. Oktober 1999) veröffentlicht.

## Entstehungsgeschichte
Nach der Veröffentlichung seines Studioalbums Vertical Man im Juni 1998 entschied sich Ringo Starr, als erster Ex-Beatle ein vollständiges Weihnachtsalbum aufzunehmen. Zuvor hatten bereits John Lennon mit der Single Happy Xmas (War Is Over) (Dezember 1971), George Harrison mit der Single / dem Albumtitel Ding Dong, Ding Dong (Dezember 1974) und Paul McCartney mit der Single Wonderful Christmastime (November 1979) spezielle Lieder für die Weihnachtszeit veröffentlicht.
Es ist das zweite Studioalbum, das Mark Hudson und Ringo Starr gemeinsam produzierten.
Die ersten Kompositionstätigkeiten von Mark Hudson und Ringo Starr für das Album fanden schon im Juli 1998 statt; so sind sechs der zwölf Lieder neue Kompositionen, bei denen Ringo Starr einer der Mitkomponisten war. Weitere fünf Lieder (Winter Wonderland, The Little Drummer Boy, Rudolph the Red-Nosed Reindeer, Blue Christmas und White Christmas) sind Neuaufnahmen von in Großbritannien und in den USA bekannten Weihnachtsliedern. Christmas Time (Is Here Again) ist eine Neuaufnahme des Beatles-Liedes, das am 15. Dezember 1967 für eine Weihnachtssingle verwendet worden war und die damals vom offiziellen Beatles-Fanclub an die Mitglieder verschickt wurde. Die Beatles-Version von Christmas Time (Is Here Again) erschien auch als B-Seite der Single Free as a Bird im Dezember 1995.
Die Aufnahmen für das Album erstreckten sich zwischen September 1998 und September 1999 überwiegend in den Whatinthewhatthe? Studios in Los Angeles. Christmas Eve und Dear Santa wurden zwischen dem 14. und 16. September 1998 in Großbritannien aufgenommen. Am 8. März 1999 wurden drei Songs aufgenommen, zusammen mit zusätzlichen Overdubs für Dear Santa: The Little Drummer Boy, Rudolph The Red-Nosed Reindeer und Christmas Time (Is Here Again). Die Aufnahmen endeten am 8. und 9. September 1999 in den Whatinthewhatthe? Studios. Die Abmischung der Lieder fand in den A&M Studios in Los Angeles und den Sterling Sound in New York statt.
Das Weihnachtsalbum war kommerziell erfolglos, sodass der Plattenvertrag mit Mercury nach drei Veröffentlichungen (Vertical Man, VH1 Storytellers und I Wanna Be Santa Claus) beendet wurde.

## Covergestaltung
Das Cover entwarfen Ringo Starr, Mark Hudson, Sonia Ives, Odine Blue und Allyson Spellacy sowie weitere nicht erwähnte Personen. Der CD liegt ein aufklappbares bebildertes zwölfseitiges Begleitheft bei, das Informationen zu den Liedern und dem Album sowie die Liedtexte enthält.

## Titelliste
1. Come On Christmas, Christmas Come On (Richard Starkey a, Mark Hudson, Dean Grakal) – 3:36
2. Winter Wonderland (Felix Bernard, Richard B. Smith) – 2:55
3. I Wanna Be Santa Claus (Richard Starkey, Mark Hudson, Dick Monda) – 3:46
4. The Little Drummer Boy (Harry Simeone, Henry Onorati, Katherine K. Davis) – 3:19
5. Rudolph the Red-Nosed Reindeer (Johnny Marks) – 2:21
6. Christmas Eve (Richard Starkey, Mark Hudson) – 4:26
7. The Christmas Dance (Richard Starkey, Mark Hudson, Jim Cox, Steve Dudas) – 4:06
8. Christmas Time (Is Here Again) (George Harrison, John Lennon, Paul McCartney, Richard Starkey) – 4:06
9. Blue Christmas (Bill Hayes, Jay Johnson) – 2:58
10. Dear Santa (Richard Starkey, Mark Hudson, Steve Dudas) – 5:12
11. White Christmas (Irving Berlin) – 2:56
12. Pax Um Biscum (Peace Be With You) (Richard Starkey, Mark Hudson, Scott Gordon) – 4:46

## Wiederveröffentlichungen
- Die CD-Veröffentlichung aus dem Jahr 1998 wurde im Oktober 2003 unter dem Titel The Best of Ringo Starr: The Christmas Collection bei Mercury mit einer abgeänderten Covergestaltung erneut veröffentlicht.[2]
- Am 12. Oktober 2017 wurde das Album als Vinyl-Langspielplatte bei Mercury/Universal Music Group veröffentlicht.[3]
- Die CD wurde bisher nicht neu remastert.

## Single-Auskopplungen
Aus dem Album wurden keine Singleauskopplungen vorgenommen.

## Chartplatzierungen
Das Album verfehlte einen Einstieg in die offiziellen Albumcharts.

## Sonstiges
Eine Veröffentlichung im LP-Format erfolgte nicht.